# Custódio
Custódio Miguel Dias de Castro – meglio noto come Custódio (Guimarães, 24 maggio 1983) è un allenatore di calcio ed ex calciatore portoghese, di ruolo centrocampista, tecnico dell'Alverca.

## Carriera

### Giocatore

#### Club

##### Sporting Lisbona
Nato a Brito, freguesia di Guimarães, gioca nelle giovanili della squadra locale, il Vitória, prima di venire prelevato dallo Sporting Lisbona nel 2000. Dal 2001 al 2003 milita nella compagine delle riserve, lo Sporting B, mentre il 23 marzo 2002 debutta in Primeira Liga con la prima squadra nel corso della sfida casalinga vinta 2-0 contro il Salgueiros. Al termine della stessa stagione vince il campionato portoghese 2001-02 e la Coppa di Portogallo 2001-2002.
Custódio negli anni successivi entra gradualmente nella schiera dei titolari, tanto da vantare nella Primeira Liga 2003-2004 27 apparizioni. L'annata seguente perde la finale di Coppa UEFA 2004-05 contro il CSKA Mosca nello stadio di casa, il José Alvalade.
Nella stagione 2006-07 l'allenatore Paulo Bento lo nomina capitano della squadra per le sue prestazioni e il suo attaccamento alla maglia dei Leões. A fine anno vince un ulteriore trofeo con lo Sporting, la Coppa di Portogallo 2006-2007.

##### Dinamo Mosca e Vitória Guimarães
Nel giugno 2007 si trasferisce in Russia, alla Dinamo Mosca, dove trascorre solamente una stagione e mezza, con solo nove presenze e zero reti in Prem'er-Liga.
Nel gennaio 2009 torna nel club d'origine che lo ha cresciuto, il Vitória Guimarães, venendo ceduto insieme al compagno di squadra Cícero Semedo.

##### Braga
Il 31 agosto 2010 viene acquistato dallo Sporting Braga. Nella prima stagione Custódio si gioca il posto da titolare con Leandro Salino e Vandinho, totalizzando alla fine 25 presenze e contribuendo al quarto posto finale del Braga. Il 5 febbraio 2011 marca il gol della vittoria nella sfida in casa del Marítimo, mentre il 5 maggio in occasione della semifinale di Europa League 2010-2011 segna di testa su calcio d'angolo la rete che permette al Braga di battere il Benfica e qualificarsi alla finale. poi persa contro il Porto.
A causa di un infortunio al ginocchio è costretto a saltare la prima metà della stagione 2011-12. Tornato dall'infortunio, comincia ad essere schierato titolare con più frequenza, vista anche la concomitante partenza del libico Djamal Mahamat per la Coppa d'Africa 2012. A fine stagione marca due reti: una a Madera contro del Marítimo (partita poi finita 2-1) e una nel corso della sfida casalinga vinta 4-0 contro il Vitória Guimarães, sua ex squadra.
Nel corso della stagione 2012-13 segna due gol in 22 partite, riuscendo a vincere al termine dell'annata il suo primo e unico trofeo col Braga, la Coppa di Lega portoghese 2012-2013. Custódio gioca un'altra stagione col Braga, totalizzando alla fine in quasi cinque anni 87 presenze e otto reti.

##### Akhisar Belediyespor
Nel gennaio 2015 si trasferisce alla corte dei turchi dell'Akhisar Belediyespor, in Süper Lig, venendo impiegato prevalentemente come difensore. Con il club turco gioca 76 gare, andando a segno per quattro volte. Nel 2017 si ritira dal calcio giocato all'età di 34 anni, decidendo di intraprendere la carriera di allenatore.

#### Nazionale
Dopo aver compiuto tutta la trafila delle nazionali giovanili lusitane (con vittoria dell'Europeo under-16 nel 2000), Custódio ha disputato con la nazionale Under-21 portoghese l'Europeo di categoria del 2004 giungendo al terzo posto ed anche l'Europeo di categoria del 2006.
Il 2 giugno 2012 ha esordito nella nazionale maggiore portoghese, facendo ingresso al 69º minuto al posto di Miguel Veloso nell'amichevole persa per 3-1 in casa contro la Turchia. Successivamente viene convocato dal CT Paulo Bento, suo ex allenatore ai tempi dello Sporting, per l'Europeo 2012. Alla rassegna iridata il giocatore timbra il suo esordio durante il match vinto 2-1 contro i Paesi Bassi, entrando negli ultimi venti minuti al posto di Raul Meireles.
Per le qualificazioni ai mondiali 2014 gioca altre nove gare (tre da subentrato) e nel 2013 scende in campo anche in due amichevoli (contro Croazia e Ecuador), mentre rimane in panchina nell'amichevole del 14 agosto contro l'Olanda.

### Allenatore
Nel maggio 2017, poco dopo essersi ritirato, Custódio viene nominato assistente allenatore del Braga B. Il 3 marzo 2020 sostituisce Rúben Amorim, appena trasferitosi allo Sporting Lisbona, alla guida della prima squadra. Tre giorni dopo esordisce sulla panchina del Braga, vincendo 2-1 un match casalingo contro il Portimonense.

## Statistiche

### Cronologia presenze e reti in nazionale
| Cronologia completa delle presenze e delle reti in nazionale ― Portogallo | Cronologia completa delle presenze e delle reti in nazionale ― Portogallo | Cronologia completa delle presenze e delle reti in nazionale ― Portogallo | Cronologia completa delle presenze e delle reti in nazionale ― Portogallo | Cronologia completa delle presenze e delle reti in nazionale ― Portogallo | Cronologia completa delle presenze e delle reti in nazionale ― Portogallo | Cronologia completa delle presenze e delle reti in nazionale ― Portogallo | Cronologia completa delle presenze e delle reti in nazionale ― Portogallo |
| Data                                                                      | Città                                                                     | In casa                                                                   | Risultato                                                                 | Ospiti                                                                    | Competizione                                                              | Reti                                                                      | Note                                                                      |
| ------------------------------------------------------------------------- | ------------------------------------------------------------------------- | ------------------------------------------------------------------------- | ------------------------------------------------------------------------- | ------------------------------------------------------------------------- | ------------------------------------------------------------------------- | ------------------------------------------------------------------------- | ------------------------------------------------------------------------- |
| 2-6-2012                                                                  | Lisbona                                                                   | Portogallo                                                                | 1 – 3                                                                     | Turchia                                                                   | Amichevole                                                                | -                                                                         | 69’                                                                       |
| 17-6-2012                                                                 | Charkiv                                                                   | Portogallo                                                                | 2 – 1                                                                     | Paesi Bassi                                                               | Euro 2012 - 1º turno                                                      | -                                                                         | 72’                                                                       |
| 21-6-2012                                                                 | Varsavia                                                                  | Rep. Ceca                                                                 | 0 – 1                                                                     | Portogallo                                                                | Euro 2012 - Quarti di finale                                              | -                                                                         | 84’                                                                       |
| 27-6-2012                                                                 | Donetsk                                                                   | Portogallo                                                                | 0 – 0 dts (2 - 4 dtr)                                                     | Spagna                                                                    | Euro 2012 - Semifinali                                                    | -                                                                         | 106’                                                                      |
| 7-9-2012                                                                  | Lussemburgo                                                               | Lussemburgo                                                               | 1 – 2                                                                     | Portogallo                                                                | Qual. Mondiali 2014                                                       | -                                                                         | 67’                                                                       |
| 14-11-2012                                                                | Port-Gentil                                                               | Gabon                                                                     | 2 – 2                                                                     | Portogallo                                                                | Amichevole                                                                | -                                                                         | 79’                                                                       |
| 6-2-2013                                                                  | Guimarães                                                                 | Portogallo                                                                | 2 – 3                                                                     | Ecuador                                                                   | Amichevole                                                                | -                                                                         | 73’                                                                       |
| 26-3-2013                                                                 | Baku                                                                      | Azerbaigian                                                               | 0 – 2                                                                     | Portogallo                                                                | Qual. Mondiali 2014                                                       | -                                                                         | 82’                                                                       |
| 7-6-2013                                                                  | Lisbona                                                                   | Portogallo                                                                | 1 – 0                                                                     | Russia                                                                    | Qual. Mondiali 2014                                                       | -                                                                         | 90+2’                                                                     |
| 10-6-2013                                                                 | Lancy                                                                     | Croazia                                                                   | 0 – 1                                                                     | Portogallo                                                                | Amichevole                                                                | -                                                                         |                                                                           |
| Totale                                                                    |                                                                           | Presenze                                                                  | 10                                                                        |                                                                           | Reti                                                                      | 0                                                                         |                                                                           |

## Palmarès
Campionato portoghese: 1 
Sporting Lisbona: 2001-2002
 Coppa del Portogallo: 2 
Sporting Lisbona: 2001-2002, 2006-2007
 Coppa di Lega portoghese: 1 
Braga: 2012-2013